# Geografisch middelpunt van Europa

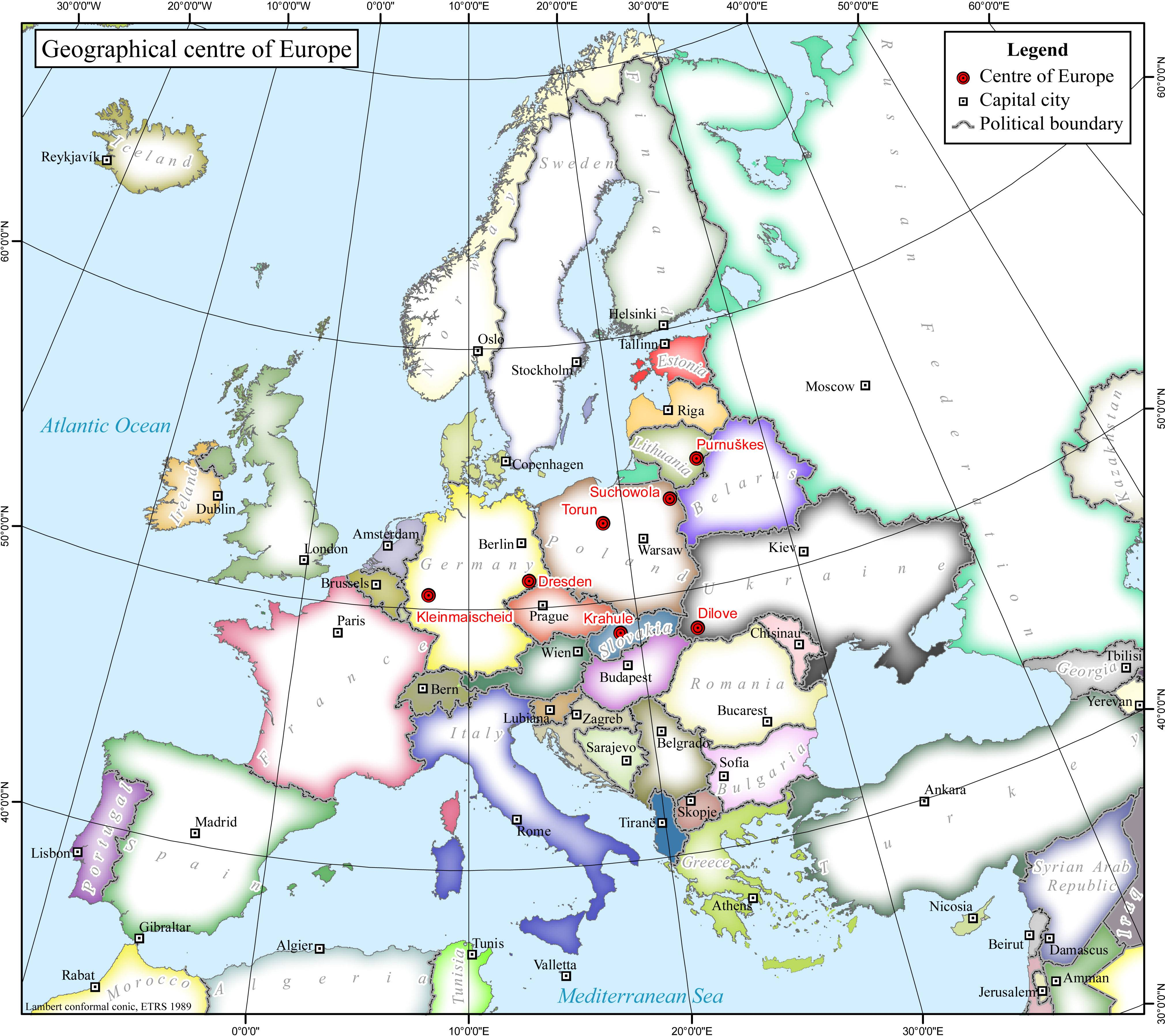
Kaart van Europa met een aantal locaties die als geografisch middelpunt van Europa kunnen worden beschouwd

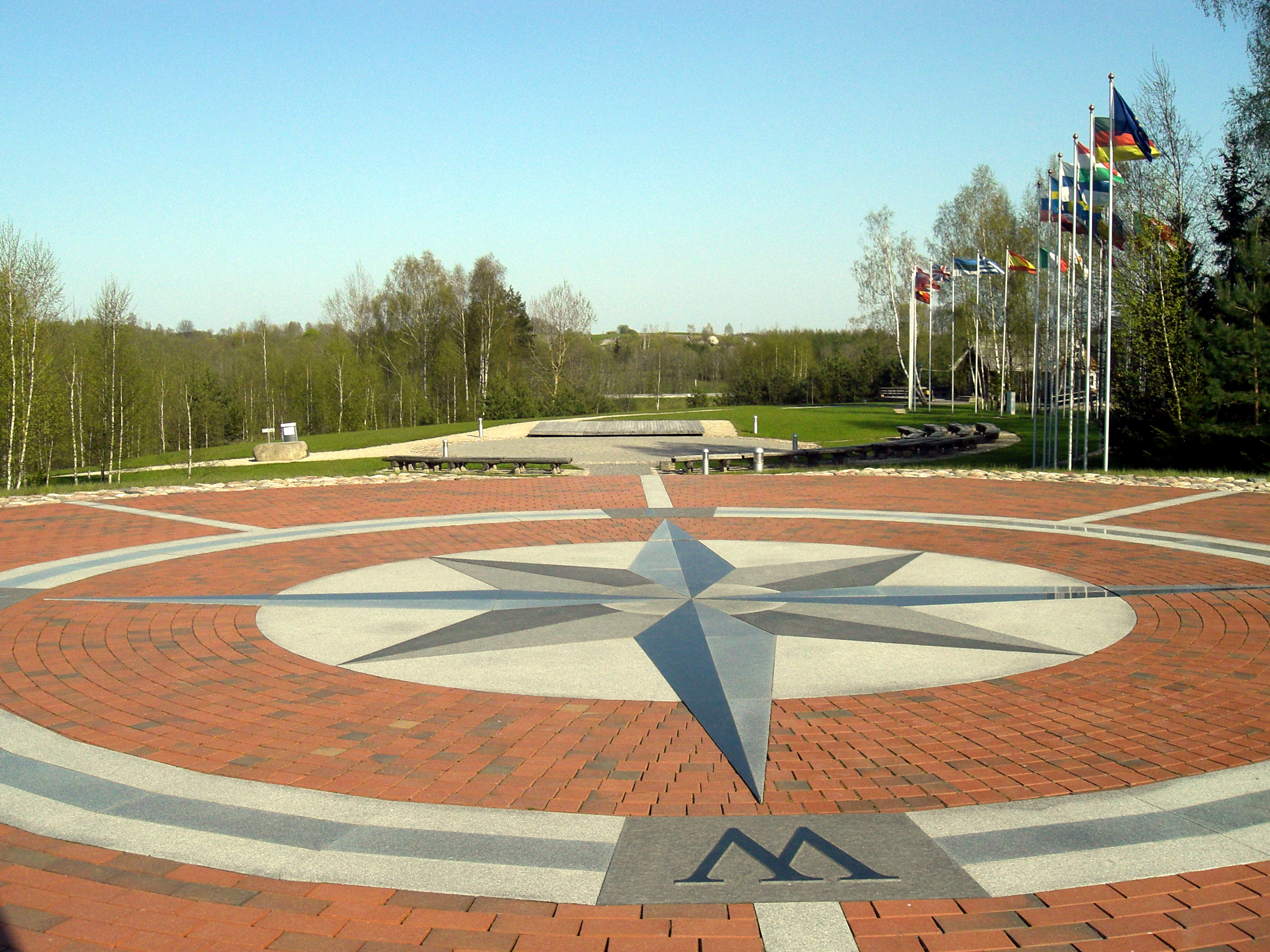
Windroos op het geografisch middelpunt van Europa in Litouwen

De bepaling van het geografisch middelpunt van het continent Europa is vanzelfsprekend afhankelijk van de vraag naar de uiterste grenzen. Zolang immers het debat over de oostgrens van Europa niet beslecht is, zullen verschillende plaatsen in Europa zich het geografische (exacter: geometrische) middelpunt kunnen noemen. Het meest opgetuigde middelpunt bevindt zich in Litouwen bij het plaatsje Radžiuliai, 25 km ten noordoosten van de hoofdstad Vilnius. Dit punt is in 1989 berekend door het Franse Nationale Geografische Instituut (IGN).
Hieronder een lijst van plaatsen die zich het geografisch middelpunt van Europa noemen, en waar deze claim met een bordje, een kunstwerk of andersoortig monument wordt ondersteund.
- Litouwen: Radžiuliai. 25°19' OL en 54°54' NB.
- Oekraïne: Rachiv, nabij de grens met Roemenië aan de Tisza.
- Slowakije: Kremnické Bane, 4 km ten noorden van Kremnica. 18°55' OL en 48°44.5' NB.
- Polen: Suchowola

## Europese Unie
Het door de IGN berekende geografische middelpunt van de Europese Unie ligt sinds de Brexit in Duitsland in Gadheim in de gemeente Veitshöchheim in de Duitse deelstaat Beieren.